# Molkertjärnen
Molkertjärnen är en sjö i Älvsbyns kommun i Norrbotten och ingår i Piteälvens huvudavrinningsområde. Sjön har en area på 0,168 kvadratkilometer och ligger 108,1 meter över havet.

## Delavrinningsområde
Molkertjärnen ingår i det delavrinningsområde (730166-171718) som SMHI kallar för Inloppet i Grundträsket. Medelhöjden är 122 meter över havet och ytan är 14,17 kvadratkilometer. Räknas de 97 avrinningsområdena uppströms in blir den ackumulerade arean 953,01 kvadratkilometer. Vistån (Kvarnbäcken) som avvattnar avrinningsområdet har biflödesordning 2, vilket innebär att vattnet flödar genom totalt 2 vattendrag innan det når havet efter 81 kilometer. Avrinningsområdet består mestadels av skog (42 procent) och sankmarker (45 procent). Avrinningsområdet har 0,28 kvadratkilometer vattenytor vilket ger det en sjöprocent på 1,9 procent.